# Попешть (Бразь, Прахова)
Попешть, Попешті (рум. Popești) — село у повіті Прахова в Румунії. Входить до складу комуни Бразь.
Село розташоване на відстані 47 км на північ від Бухареста, 9 км на південь від Плоєшті, 93 км на південь від Брашова.

## Населення
За даними перепису населення 2002 року у селі проживали 1796 осіб, з них 1791 особа (99,7%) румунів. Рідною мовою 1793 особи (99,8%) назвали румунську.